# Zambana
Zambana là một đô thị ở tỉnh Trento ở vùng Trentino-Alto Adige/Südtirol của Ý, tọa lạc cách 9 km về phía bắc của Trento. Tại thời điểm ngày 31 tháng 12 năm 2004, đô thị này có dân số 1.654 người và diện tích là 11,7 km².
Zambana giáp các đô thị: Mezzolombardo, Fai della Paganella, Nave San Rocco, Lavis, Andalo và Terlago.